# Мальчишник (фильм, 2003)
«Мальчи́шник» (англ. A Guy Thing) — романтическая кинокомедия, повествующая о последствиях мальчишника. Премьера состоялась 17 января 2003 года.

## Сюжет
Пол Коулмен готовится к свадьбе с Карен Купер. Отец Карен является его работодателем и Пол заинтересован в том, чтобы отношения с будущей семьёй сложились гладко. На мальчишнике Пол напивается и без памяти просыпается в постели с девушкой Бекки и уверен, что переспал с ней. Надежды на то, что эта ночь будет забыта, были тщетны. Как выяснилось, Бекки является двоюродной сестрой его невесты Карен. Она не слишком устроена в жизни, постоянно меняя место работы.
После памятной ночи Пол подцепил лобковых вшей, как он думал от Карен. В его доме невеста обнаруживает женские трусики. К тому же Бекки постоянно попадается Полу на пути. Они пересекаются на ужине с родителями Карен и Полу приходится сымитировать приступ диареи, лишь бы не попасться на глаза Бекки. Отношения с будущим тестем и тещей расстроены. Полу постоянно приходится врать Карен, и он потерял покой. Поневоле встречаясь с Бекки, Пол неожиданно понимает, как она ему близка. Во время свадебной церемонии, на вопрос священника Пол неожиданно отвечает, что ему нужно подумать. Жених останавливает церемонию и покидает свадьбу. Пол догоняет Бекки и признается ей в любви.

## Роли исполняли

### В главных ролях
- Джейсон Ли — Пол Коулмен
- Джулия Стайлз — Беки Джексон
- Сельма Блэр — Карен Купер
- Джеймс Бролин — Кен Купер

### Второстепенные персонажи
- Шон Хэтоси — Джим
- Лохлин Манро — Рэй Донован
- Диана Скаруид — Сандра Купер
- Девид Коичнир — Бак Морс
- Джули Хагерти — Дороти Морс
- Томас Леннон — Пит Морс
- Джекки Барроуз — тётушка Бёдж
- Джей Бризи — Говард
- Мэттью Уолкер — Грин, министр
- Фред Эваньюик — Джефф
- Лиза Колдер — Тоня

## Сборы
Кассовые сборы на первой неделе показа в США и составили $6,988,749 долларов США, заняв таким образом седьмое место, но к концу недели фильм упал до одиннадцатой позиции.